# 旭ケ丘 (横浜市)
旭ケ丘（あさひがおか）は、神奈川県横浜市神奈川区の町名。丁目のない単独町名である。住居表示実施済み区域。

## 地理
神奈川区の中央部に位置し、北東に平川町、東に広台太田町、南東に反町、南に松本町、西に栗田谷、北西に斎藤分町、北に二本榎と接している。この町内は主に住宅が多い。

### 地価
住宅地の地価は、2025年（令和7年）1月1日の公示地価によれば、旭ケ丘18-8の地点で34万円/m²となっている。

## 歴史

### 町名の由来
佳名から。

### 沿革
- 1932年（昭和7年）1月1日 - 青木町字広台、栗田谷の一部を分離し、旭ケ丘を新規設置[6]。
- 1978年（昭和53年）9月10日 - 旭ケ丘の一部を二本榎へ編入。平川町、広台太田町の境界を調整。
- 1999年（平成11年）10月25日 - 住居表示を実施。
- 2000年（平成12年）10月23日 - 旭ケ丘の一部を斎藤分町へ編入。栗田谷の境界を調整[7]。

## 世帯数と人口
2025年（令和7年）6月30日現在（横浜市発表）の世帯数と人口は以下の通りである。
| 町丁   | 世帯数  | 人口    |
| ------ | ------- | ------- |
| 旭ケ丘 | 813世帯 | 1,549人 |

### 人口の変遷
国勢調査による人口の推移。
| 年                 | 人口  |
| ------------------ | ----- |
| 1995年（平成7年）  | 1,453 |
| 2000年（平成12年） | 1,407 |
| 2005年（平成17年） | 1,473 |
| 2010年（平成22年） | 1,422 |
| 2015年（平成27年） | 1,476 |
| 2020年（令和2年）  | 1,521 |

### 世帯数の変遷
国勢調査による世帯数の推移。
| 年                 | 世帯数 |
| ------------------ | ------ |
| 1995年（平成7年）  | 615    |
| 2000年（平成12年） | 606    |
| 2005年（平成17年） | 685    |
| 2010年（平成22年） | 680    |
| 2015年（平成27年） | 730    |
| 2020年（令和2年）  | 762    |

## 学区
市立小・中学校に通う場合、学区は以下の通りとなる（2024年11月時点）。
| 番・番地等 | 小学校             | 中学校               |
| ---------- | ------------------ | -------------------- |
| 全域       | 横浜市立二谷小学校 | 横浜市立栗田谷中学校 |

## 事業所
2021年（令和3年）現在の経済センサス調査による事業所数と従業員数は以下の通りである。
| 町丁   | 事業所数 | 従業員数 |
| ------ | -------- | -------- |
| 旭ケ丘 | 17事業所 | 84人     |

### 事業者数の変遷
経済センサスによる事業所数の推移。
| 年                 | 事業者数 |
| ------------------ | -------- |
| 2016年（平成28年） | 17       |
| 2021年（令和3年）  | 17       |

### 従業員数の変遷
経済センサスによる従業員数の推移。
| 年                 | 従業員数 |
| ------------------ | -------- |
| 2016年（平成28年） | 64       |
| 2021年（令和3年）  | 84       |

## その他

### 日本郵便
- 郵便番号 : 221-0814[3]（集配局：神奈川郵便局[17]）

### 警察
町内の警察の管轄区域は以下の通りである。
| 番・番地等 | 警察署       | 交番・駐在所 |
| ---------- | ------------ | ------------ |
| 全域       | 神奈川警察署 | 反町交番     |